# Costieni, Buzău
Costieni (în trecut, Costienii Mari) este un sat în comuna Ziduri din județul Buzău, Muntenia, România. Se află în zona de câmpie din nord-estul județului.
La sfârșitul secolului al XIX-lea, satul purta numele de Costienii Mari și era reședința unei comune cu același nume aflată în plasa Râmnicul de Jos a județului Râmnicu Sărat, formată din reședința Costienii Mari și din satul Zoița, având în total 1175 de locuitori. În comună funcționau o școală mixtă cu 64 de elevi înființată în 1872 și două biserici ortodoxe — una la Costienii Mari și alta în Zoița, ambele zidite de locuitori în 1848.
Înainte de 1925, această comună s-a unit cu comuna Costienii de Jos, formând comuna Costieni, devenită ulterior Ziduri.